# Marlin Briscoe
Marlin Oliver Briscoe (10 de setembro de 1945 — 27 de junho de 2022), apelidado de "O Mágico", foi um jogador de futebol americano que atuou nas posições de quarterback e wide receiver. Em outubro de 1968, ele foi draftado pelo Denver Broncos da American Football League (AFL), se tornando o primeiro afro-americano a jogar na posição quarterback profissional na história do futebol americano e estabeleceu um recorde com o Denver como novato ao marcar quatorze passes para touchdown na sua primeira temporada. Ele jogou como profissional por nove anos sendo duas vezes campeão do Super Bowl com o Miami Dolphins.
Ele faleceu em junho de 2022, de pneumonia, aos 76 anos de idade.